# Irsta HF
Irsta HF (HF = Handbollförening, deutsch: Handballverein) war ein schwedischer Handballverein aus Västerås. 
Heimspielstätten des 1965 in Irsta (Västerås kommun) gegründeten Vereins waren die Bombardier Arena, Irstahallen, Kristiansborgshallen und Fryxellska hallen.
Die erste Damen-Mannschaft war 1991 schwedischer Meister. Sie spielte in der Saison 2009/10 in der zweithöchsten Spielklasse, der Division 1 norra. 1993 und 1994 spielte der Verein im Europapokal der Pokalsieger.
Auch die erste Herren-Mannschaft spielte bereits in der höchsten Spielklasse, der Elitserien, wo sie einmal Meisterschaftssilber holte. Sie spielte 2009/10 in der Division 1, der dritthöchsten Spielklasse bei den Männern.
Im Jahre 2011 fusionierte Irsta HF mit IVH Västerås, die seitdem gemeinsam als VästeråsIrsta HF antreten.